# Jakow Iwanowitsch Danilewski
Jakow Iwanowitsch Danilewski (russisch Яков Иванович Данилевский, * 1789; † 2. August 1855) war ein russischer General der Kavallerie.

## Leben
Danilewski entstammte einer Kosakenfamilie aus Podolien. Er studierte 1812 zunächst Medizin an der Universität Moskau, als aber der Russlandfeldzug begann, verließ die Schule und trat in den Militärdienst. Er nahm mit einem livländischen Jägerbataillon zu Pferde an den Befreiungskriegen, so auch der Völkerschlacht bei Leipzig und der Einnahme von Paris teil. Dort hatte er sich eine Verwundung zugezogen und wurde in Paris behandelt. Danach wurde er zum  Adjutant beim Kommandant der Zweiten Jägerdivision zu Pferde Graf Palen ernannt.
1829 wurde er vom Großfürsten Michael Pawlowitsch Romanow zum Kommandeur der Husaren ernannt und avancierte 1839 in den Rang eines Generalmajors sowie zum Kommandeur der 2. Brigade der 5. Kavallerie-Kompanie.
Von 1843 bis 1851 war Danilewski Generalkonsul in Belgrad. Im Anschluss befehligte er erneut eine Kavallerie-Brigade. In den Jahren 1853 bis 1855 nahm er am Krimkrieg teil. Nachdem er erfolgreich im Gouvernement Orel eine Miliz aufgestellt hatte, wurde er dort einstimmig zum Gouverneur gewählt, starb jedoch an der Cholera, bevor er sein Amt ausfüllen konnte. 
Danilewski war der Wissenschaft und Literatur sehr zugeneigt, selbst verfasste er Komödien, die als Handschrift erhalten sind.

## Auszeichnungen
- Orden der Heiligen Anna 4. Klasse (1813) für Tapferkeit in Leipzig; St. Anna-Orden 3. Klasse; St. Anna-Orden 2. Klasse mit Kaiserkrone (1829); St. Anna-Orden 1. Klasse
- Orden des Heiligen Wladimir 4. Klasse mit Bogen und zwei Silbermedaillen; St. Wladimir-Orden 3. Klasse (1836)
- Polnisches Kreuz (1831)
- Orden des Heiligen Georg 4. Klasse (1835)
- Sankt-Stanislaus-Orden 1. Klasse (1842)

## Familie
Danilewski war mit der Edeldame Darja Iwanowna Mischina (1800–1855) vermählt. Aus der Ehe ging ein Sohn hervor. Nikolai Jakowlewitsch (1822–1885), Philosoph, Soziologe und Autor des Buches Russland und Europa.